# Hoofdofficier
Hoofdofficier zijn de militaire officiersrangen boven de subalterne officieren en onder de opperofficieren.

## Nederland
Bij de Nederlandse Koninklijke Landmacht, Koninklijke Luchtmacht, Korps Mariniers en Koninklijke Marechaussee zijn de rangen van hoofdofficieren als volgt (van laag naar hoog):
- Majoor
- Luitenant-kolonel, aanspreektitel overste
- Kolonel

Bij de Koninklijke Marine zijn de rangen als volgt:
- Luitenant-ter-zee der 1e klasse
- Kapitein-luitenant-ter-zee
- Kapitein-ter-zee

## België
Bij de Belgische Landcomponent, Medische component en Luchtcomponent zijn de rangen van hoofdofficieren als volgt (van laag naar hoog):
- Majoor
- Luitenant-kolonel
- Kolonel

Bij de Marinecomponent zijn de rangen als volgt:
- Korvetkapitein
- Fregatkapitein
- Kapitein-ter-zee

## NAVO
Deze rangen omvatten de NAVO-rangcodes OF-3, OF-4 en OF-5.

## Brandweer
Binnen de Nederlandse brandweer is de Hoofdofficier van Dienst (HOvD) de hoogste operationeel leidinggevende van de brandweer bij een (multidisciplinair) incident. De HOvD geeft leiding aan meerdere Officieren van Dienst, die weer leiding geven aan hun peloton. De hoofdofficier wordt ook wel ''de Alpha'' genoemd.